# Trafoia setulosa
Trafoia setulosa är en tvåvingeart som först beskrevs av Wulp 1890.  Trafoia setulosa ingår i släktet Trafoia och familjen parasitflugor. Inga underarter finns listade i Catalogue of Life.